# Erhard Jakobsen
Erhard Villiam Jakobsen (ur. 25 lutego 1917 w Grene, zm. 11 marca 2002 w Bagsværd) – duński polityk, parlamentarzysta krajowy i europejski, minister, założyciel Centrum-Demokraterne.

## Życiorys
Kształcił się m.in. w Lyngby Statsskole, został absolwentem nauk politycznych. Był wieloletnim działaczem duńskiej socjaldemokracji. Początkowo związany z DSU – organizacją młodzieżową Socialdemokraterne, zasiadał w jej władzach krajowych. Kierował również socjaldemokratycznym związkiem studenckim Frit Forum. W 1953 po raz pierwszy uzyskał mandat posła do Folketingetu. Wielokrotnie z powodzeniem ubiegał się o reelekcję, zasiadając w duńskim parlamencie przez ponad 40 lat do 1995. Od 1964 do 1971 reprezentował duński parlament w Zgromadzeniu Parlamentarnym Rady Europy. Jednocześnie od 1958 do 1974 sprawował urząd burmistrza gminy Gladsaxe. Był zwolennikiem akcesu Danii do Wspólnot Europejskich, od 1964 do 1973 kierował Ruchem Europejskim w Danii. W latach 1972–1994 sprawował mandat posła do Parlamentu Europejskiego (w tym wybierany w wyborach powszechnych w 1979, 1984 i 1989).
Opuścił socjaldemokratów w 1973, kwestionując politykę podatkową partii. Założył nowe centrowe ugrupowanie pod nazwą Centrum-Demokraterne, które w tym samym roku uzyskało 14 mandatów poselskich. Od 1987 do 1988 sprawował urząd ministra współpracy gospodarczej w drugim rządzie Poula Schlütera.
Erhard Jacobsen został uznany za jednego z najbardziej otwartych zwolenników reżimu apartheidu w Republice Południowej Afryki, który jego zdaniem przyczynił się do przeciwdziałania ekspansji komunizmu w Afryce.
Ojciec Mimi Jakobsen, która w 1989 zastąpiła go na funkcji przewodniczącego CD.